# You Know My Name
"You Know My Name" là bài hát nhạc chủ đề của bộ phim điện ảnh đề tài James Bond mang tên Sòng bạc hoàng gia (2006), do nhạc sĩ người Mỹ Chris Cornell thể hiện và đồng sáng tác, sản xuất với David Arnold - nhà soạn nhạc phần soundtrack của phim. Ngày 20 tháng 9 năm 2006, bài hát bị rò rỉ trên internet và sau đó được phát hành làm đĩa đơn chính thức qua Interscope Records vào ngày 13 tháng 11 năm 2006. Bài hát không được đưa vào album soundtrack Casino Royale, song đã xuất hiện trong album solo thứ hai Carry On của Cornell.
Các nhà sản xuất lựa chọn Cornell vì họ muốn tìm một ca sĩ nam có chất giọng khỏe khoắn. Cornell và Arnold cố biến bài hát trở thành bài nhạc chủ đề cho nhân vật Bond nhằm thay thế cho khúc nhạc "James Bond Theme" và phản ánh kinh nghiệm non nớt của đặc vụ này trong Sòng bạc hoàng gia, cũng như phần giới thiệu giàu cảm xúc và gai góc hơn cho vai Bond của Daniel Craig.
Ca khúc trở thành một bài hit khắp châu Âu, lọt top 10 ở tám quốc gia tính cả vị trí thứ bảy trên UK Singles Chart. Tại Liên hiệp Anh vào năm 2006, tác phẩm tiêu thụ được 148.000 bản, đồng thời tiêu thụ được 323.000 bản kỹ thuật số và có được 3,5 triệu lượt stream tại Hoa Kỳ tính đến năm 2017. Bài hát đã nhận được những đánh giá phê bình tích cực, ngoài ra ca khúc đã thắng giải Vệ Tinh và World Soundtrack Awards cũng như được đề cử một giải Grammy. 

## Sáng tác và thu âm
Lia Vollack (chủ tịch bộ phận âm nhạc của Sony Pictures) đã gọi điện cho Chris Cornell mời anh làm một bài hát cho bộ phim điện ảnh Bond mới. Bài hát sẽ "phản ánh hướng đi mới đầy kịch tính của James Bond" cùng một "nam ca sĩ hát nội lực". Cornell cho rằng đây là một lời mời kỳ lạ vì anh là người Mỹ và thấy rằng mình sẽ thể hiện ca khúc thứ hai thay vì bản nhạc chủ đề. Cornell cho biết anh thích các bộ phim đề tài Bond, đặc biệt là những bộ phim có Sean Connery đóng, song anh "thực sự không phải người hâm mộ lớn của một số phim gần đây". Nhưng sự việc Daniel Craig được tuyển vào vai James Bond làm anh thấy tò mò, nên anh quyết định nhận lời. Sau đó anh tới Praha để ghé thăm nơi phim ghi hình và bị ấn tượng trước nội dung xúc động của tác phẩm khi anh được cho xem một bản cắt thô. Ở Praha, anh còn gặp nhà soạn nhạc của phim là David Arnold. Arnold là người đề xuất sáng tác một ca khúc "có âm hưởng giống bản nhạc nền phim".
Hai nhà soạn nhạc bắt đầu công đoạn sáng tác độc lập: Cornell viết nhạc trong căn hộ ở Paris còn Arnold viết nhạc trong tư gia ở Luân Đôn. Cornell chia sẻ: "Tôi thấy viết lời bài hát cho một nhân vật thật khó, thế nên tôi cứ lang thang trong khoảng một tháng mà chẳng suy nghĩ quá nhiều. Thế rồi tôi hình thành một số ý tưởng về cách mà mình có thể tiếp cận ca khúc, khi mà tôi có thể liên hệ bài hát tới những đặc điểm của nhân vật trong phim. Vì đặc biệt là Bond này cực kỳ gai góc song cũng có chiều sâu về mặt cảm xúc, nên việc sáng tác dễ hơn nhiều." Sau đó hai nhạc sĩ gặp nhau để chia sẻ ý tưởng của mỗi bên, theo lời Arnold: "gần như là chúng tôi đã sáng tác hai phần của chung một bài hát vậy." Cornell là người phụ trách viết lời, còn Arnold bổ sung thêm một chút phần lời và cả phần nhạc sau đó. Một vài ý tưởng của Arnold gồm có tựa ca khúc, phần mở đầu dữ dội và "chung chất liệu di truyền như bản nhạc chủ đề Bond, nhưng lại có trật tự và hình dạng khác".
Sau khi các nhà sản xuất phim phê duyệt bản demo của ca khúc, cả hai nhạc sĩ đã thu âm phiên bản đầy đủ tại AIR Studios ở Luân Đôn. Cornell và Arnold tự thu riêng phần guitar và bass, rồi còn thuê một nhạc sĩ phòng thu chơi trống. Ngày 21 tháng 6 năm 2006, thời điểm Sòng bạc hoàng gia kết thúc công đoạn ghi hình chính cũng là lúc hai nhạc sĩ hoàn thành công việc. Arnold đã trình bày ca khúc tại bữa tiệc đóng máy. Sau đó anh đã trộn âm cho các đoạn nhạc giao hưởng.
Khi trò chuyện với trang web của người hâm mộ nhạc phim là Maintitles, Arnold kể rằng anh muốn "You Know My Name" thay thế cho bản "James Bond Theme" nhằm đại diện cho kinh nghiệm non nớt của Bond. Mô típ của bài xuất hiện suốt bộ phim còn bản nhạc kinh điển được bật ở phần đề tên cuối phim nhằm báo hiệu kết thúc tiểu phần của nhân vật. Arnold thấy rằng ca khúc nên gắn kết mật thiết hơn nữa với bản nhạc nền và có được "DNA của nhạc James Bond". Phần chuyển soạn bản nhạc đã cố tạo ra "sự pha trộn hợp lý giữa hung hãn của nhạc rock và phối khí khéo léo". Cornell miêu tả phần chuyển soạn ấy là "nhịp phách nhanh hơn và bớt hung hãn hơn chút so với bất kỳ bản nhạc chủ đề Bond nào khác, có lẽ kể từ bài 'Live and Let Die' của Paul McCartney."
Chris Cornell
Cornell kể rằng hai nguồn ảnh hưởng lớn nhất lên "You Know My Name" là Tom Jones (người thể hiện bản nhạc chủ đề phim Thunderball) và Paul McCartney (người sáng tác và trình bày bản nhạc chủ đề cho phim Live and Let Die). Cornell chia sẻ: "Tôi quyết định rằng mình sẽ hát theo kiểu ngâm nga như Tom Jones. Tôi muốn người ta nghe được giọng mình... 'Live and Let Die' là một bài hát tuyệt vời. Paul McCartney cũng sẽ không sáng tác được bài hát nếu không có bộ phim đó. Tôi [còn] muốn sáng tác ca khúc ở vũ trụ riêng của nó. Tôi biết mình sẽ chẳng bao giờ có được một dàn nhạc giao hưởng lớn lần nào nữa, thế nên tôi muốn vui vẻ với bài hát." Cornell không đưa tựa phim vào lời ca khúc vì anh "chẳng thể tưởng tượng nổi cảnh tựa ca khúc gắn vào lời bài hát sẽ phát âm từ miệng tôi". Anh giỡn rằng: "Sòng bạc hoàng gia không có được tựa rock hay, nhưng tôi sẽ sáng tác một bài hát có tên Octopussy chỉ để giỡn thôi".
Trước khi các nhà sản xuất Michael G. Wilson và Barbara Broccoli đưa ra thông báo vào ngày 26 tháng 7 năm 2006 rằng Cornell là người thể hiện bản nhạc chủ đề của Sòng bạc hoàng gia, các phương tiện truyền thông đã đăng về nhiều cái tên khác nhau. Một số nguồn đưa tin rằng, các nghệ sĩ biểu diễn khác cho biết họ đang thực hiện ca khúc. Một cái tên được nhắc đến là Tina Turner (cô từng thể hiện bài "GoldenEye" cho bản nhạc Bond cùng tên vào năm 1995) và Tony Christie.
Ở phần ca từ cố gắng khắc họa tâm lý của Bond trong Sòng bạc hoàng gia, Cornell miêu tả Bond là một điệp viên mâu thuẫn và rắn rỏi với chiều sâu cảm xúc hơn, chứ không phải "siêu điệp viên cực kỳ tự tin, dường như bất khả chiến bại và thích nháy mắt với phụ nữ" ở những bài hát miêu tả Bond trước. Cornell cố chú trọng vào những tình huống sống còn và khả năng hi sinh của các đặc vụ: "Trong phim có tồn tại một sự cô lập: những rủi ro cực kỳ cao. Tôi đã trải qua 42 năm sống trên đời, nên với tôi không khó để liên hệ với điều đó." Bài hát cũng là một phần giới thiệu nhân vật ngay cả khi anh ta đã có mặt trong nhiều phim trước, thế nên tựa bài hát "You Know My Name" nói về những hành động của Bond như nhiệm vụ ám sát đầu tiên, "tự anh ta giới thiệu, hình dung về phần đời còn lại của mình, cách sống của anh và ý nghĩa của cuộc sống đó."

## Phát hành
Ba phiên bản của "You Know My Name" đã được sản xuất. "Bản chính" (Main Version) chiếm vị trí chính trong sản phẩm đĩa đơn. Bản "Pop Mix" được dùng trong video âm nhạc (MV), xuất hiện trong album Carry On và là bài thứ hai trong các đĩa đơn ra mắt ở Đức. Bản "Film Versions" có nhiều phần hòa tấu hơn và được dùng trong cả cảnh đề tên đầu lẫn cuối của Sòng bạc hoàng gia.
Ngày 20 tháng 9 năm 2006, "You Know My Name" bị rò rỉ trên internet. Bản đầu tiên (bản gay gắt hơn) bị rò rỉ và không được dùng trong phim, bản này đã có mặt trên nền tảng tải nhạc số iTunes Store vào ngày 13 tháng 11 năm 2006. Ngày 22 tháng 11 năm 2006, ca khúc ra mắt ở vị trí thứ 20 trên bảng xếp hạng UK Single Download Chart. Ngày 11 tháng 12 năm 2006, tác phẩm cũng được chọn phát hành làm đĩa đơn độc lập với bản acoustic mới của bài "Black Hole Sun" của Soundgarden ở mặt B. Các phiên bản đĩa đơn bằng tiếng Đức, Hà Lan và Úc cũng có phiên bản thứ hai của "You Know My Name" (gọi là Pop Mix) ở mặt B.
Bài hát là bài nhạc chủ đề Bond đầu tiên không được đưa vào album soundtrack của bộ phim. Cornell cho biết nguyên nhân là vì anh muốn bài hát thuộc quyền sở hữu "của anh" và vì anh sáng tác "You Know My Name" giữa lúc thu âm album solo Carry On, nên anh thấy bài hát thuộc về album này. Năm 2008, ca khúc được đưa vào đĩa tuyển tập The Best of Bond... James Bond.
MV ca khúc do Michael Haussman làm đạo diễn, vị đạo diễn này đã cố gắng đối chiếu "cuộc đời của một điệp viên chuyên nghiệp và một ngôi sao nhạc rock". Ngày 31 tháng 10 năm 2006, MV ra mắt trên chương trình Making the Video của MTV.

### Cover
Năm 2008, ban nhạc rock người Phần Lan Poets of the Fall đã cover bài hát cho đĩa CD tuyển tập CD Livenä Vieraissa. Nhóm nhạc a cappella đến từ Đại học Tufts mang tên The Amalgamates đã trình bày một phiên bản ca khúc toàn phần hát trong album Prime.

## Đón nhận

### Đánh giá chuyên môn
"You Know My Name" được phân vào thể loại alternative rock và hard rock. Bài hát đã nhận được những đánh giá chuyên môn tích cực, các nhà phê bình thấy ca khúc rất hợp với bộ phim và được xem là một trong những bài hát nhạc chủ đề James Bond hay nhất. Nhà phê bình điện ảnh James Berardinelli so sánh ca khúc "nghe thật kỳ lạ như một bài nhạc của John Barry vậy". Bài đánh giá của DVD Verdict dành lời khen và miêu tả ca khúc là "tạo dấu ấn đáng kể trong nội dung bộ phim, cả về mặt ca từ và âm thanh", còn Cinefantastique xem bài hát là "bài nhạc chủ đề Bond hay nhất trong nhiều năm, có được vinh quang thuần khuyết từ những bài nhạc kinh điển như 'Goldfinger'".
Entertainment Weekly điền tên "You Know My Name" vào danh sách tác phẩm bị trượt đề cử giải Oscar cho bài hát nguyên tác xuất sắc nhất đáng tiếc. Ấn phẩm miêu tả ca khúc là "một bài nhạc rock có phần âm nhạc ngọt ngào và ca từ báo điềm xấu, hoàn hảo với bản tái khởi động đen tối mang tên Sòng bạc hoàng gia trong loạt phim gián điệp [Bond]".
Trong số các nhà phê bình âm nhạc, Billboard miêu tả "You Know My Name" là "bài nhạc chủ đề Bond hay nhất từ 'A View to a Kill'" và dành lời khen cho khâu sản xuất tối giản. Trong bài đánh giá album Carry On, tạp chí xem "You Know My Name" là bài hay nhất album và miêu tả đây là "một trong các bài nhạc dễ nghe và đơn giản nhất của Cornell tính đến nay". Một cây viết ẩn danh của BBC nhận xét giọng của Cornell đã "làm chùng xuống màu sắc" của bài hát.

### Diễn biến thương mại
Mùa đông năm 2006, "You Know My Name" được phát hành và trở thành bài hát thành công nhất của Chris Cornell trên các bảng xếp hạng nhạc rock, cũng như có thể là bài hát nổi tiếng và dễ nhận ra nhất của Cornell. Ca khúc giành vị trí số 79 trên Billboard Hot 100 và số 64 trên bảng xếp hạng Billboard Pop 100. Ở châu Âu, "You Know My Name" có mặt trên bảng xếp hạng của một số thị trường và giành vị trí thứ bảy trên UK Singles Chart. Đây là vị trí cao nhất của Cornell tại quốc gia đó (tính cả những ban nhạc mà anh từng tham gia). Tại Liên hiệp Anh vào năm 2006, tác phẩm tiêu thụ được 148.000 bản, đồng thời tiêu thụ được 323.000 bản kỹ thuật số và có được 3,5 triệu lượt stream tại Hoa Kỳ tính đến năm 2017.

### Giải thưởng
Năm 2007, Chris Cornell đã giành chiến thắng giải Vệ Tinh lẫn giải World Soundtrack Awards cho "You Know My Name", đồng thời có được một đề cử giải Grammy cho bài hát xuất sắc nhất được sáng tác cho phim điện ảnh, truyền hình hoặc phương tiện truyền hình ảnh vào năm 2008. Ca khúc cũng lọt vào vòng sơ loại đề cử cho hạng mục bài hát nguyên tác xuất sắc nhất tại giải Oscar 2006, song không đủ điều kiện lọt vào danh sách các đề cử cuối cùng.

## Xếp hạng
| Xếp hạng                           | Vị trí cao nhất |
| ---------------------------------- | --------------- |
| Áo (Ö3 Austria Top 40)             | 18              |
| Đan Mạch (Tracklisten)             | 2               |
| Hà Lan (Single Top 100)            | 10              |
| Châu Âu (Euro Digital Tracks)      | 2               |
| Châu Âu (European Hot 100 Singles) | 16              |
| Phần Lan (Suomen virallinen lista) | 3               |
| Pháp (SNEP)                        | 51              |
| Đức (GfK)                          | 15              |
| Hy Lạp (Greek Singles Chart)       | 9               |
| Ireland (IRMA)                     | 11              |
| Ý (FIMI)                           | 4               |
| Na Uy (VG-lista)                   | 5               |
| Thụy Điển (Sverigetopplistan)      | 21              |
| Thụy Sĩ (Schweizer Hitparade)      | 10              |
| Anh Quốc (UK Downloads Chart)      | 4               |
| Anh Quốc (OCC)                     | 7               |
| Hoa Kỳ Billboard Hot 100           | 79              |
| Hoa Kỳ (Billboard Pop 100)         | 64              |

| Bảng xếp hạng (2007)       | Vị trí |
| -------------------------- | ------ |
| Đức (German Singles Chart) | 87     |

## Chứng nhận và doanh số
| Quốc gia                                                                                              | Chứng nhận | Số đơn vị/doanh số chứng nhận |
| --- | ---------- | ----------------------------- |
| Đan Mạch (IFPI Đan Mạch)                                                                              | Vàng       | 4.000^                        |
| Anh Quốc (BPI)                                                                                        | Vàng       | 400.000‡                      |
| Hoa Kỳ                                                                                                | —          | 290.000                       |
| ^ Chứng nhận dựa theo doanh số nhập hàng. ‡ Chứng nhận dựa theo doanh số tiêu thụ và phát trực tuyến. |            |                               |